# Asazuke

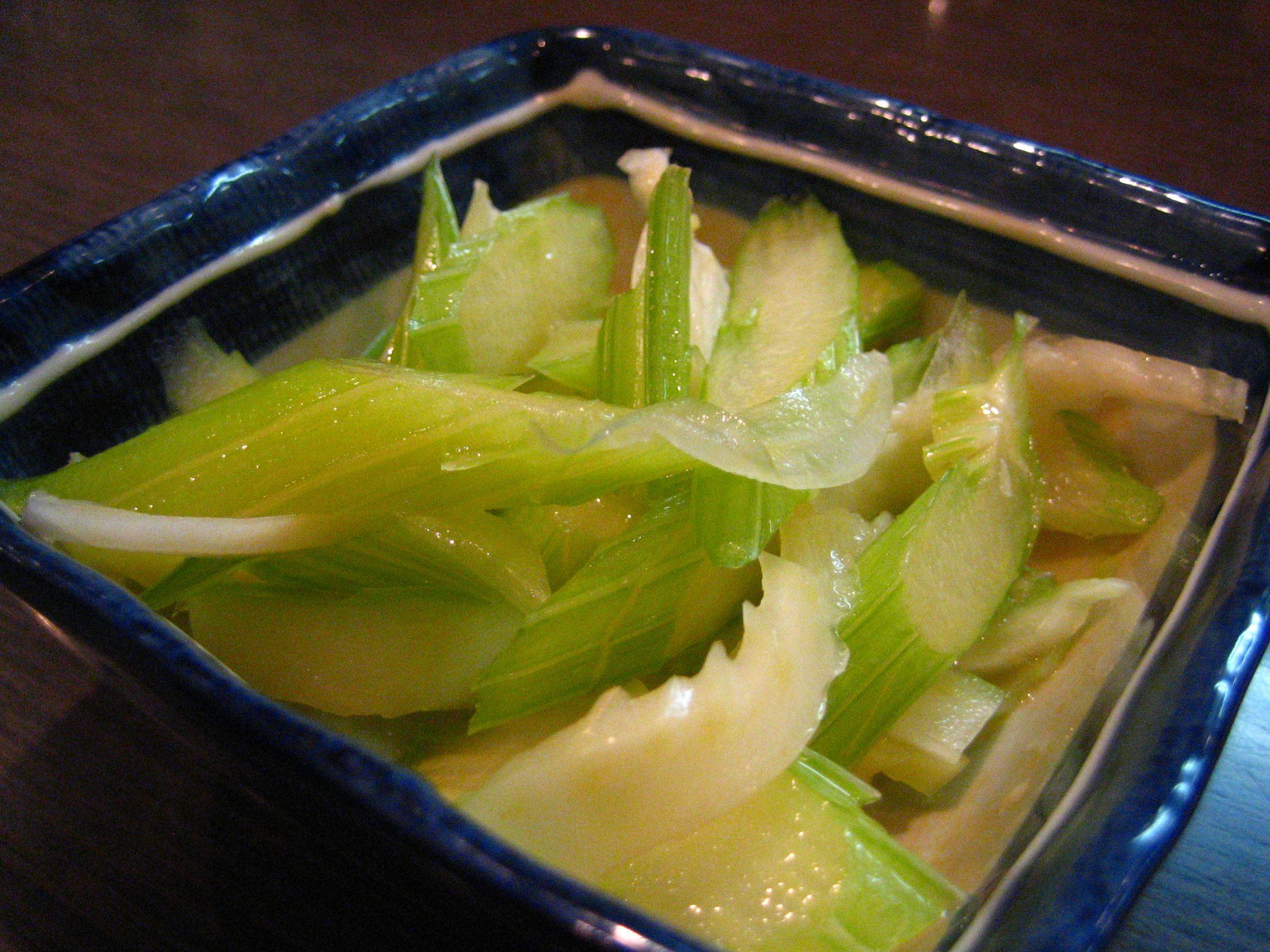
Sellerie-Asazuke

Asazuke (jap. 浅漬け) ist eine Methode der Japanischen Küche zur Konservierung von Speisen in Salzlake. Heute versteht man darunter meist das Einlegen bzw. Zubereiten von rohem Gemüse (Daikon, Rettiche, Chinakohl und Gurken) in eine würzende Salzlake. Die Speisen der Asazuke-Küche sind reich an Mineralien, Vitaminen und Kalzium. Durch die relativ kurze Zeit und einfache Art der Zubereitung ist Asazuke auch in japanischen Haushalten populär. Asazuke ist somit dem Marinieren der Französischen Küche sehr ähnlich.
Die ältesten Belege über eine Asazuke Konservierung von Gemüse datieren aus dem 7. Jahrhundert.